# Skeena-Queen Charlotte
Skeena-Queen Charlotte – dystrykt regionalny w kanadyjskiej prowincji Kolumbia Brytyjska. Siedziba władz znajduje się w Prince Rupert.
Skeena-Queen Charlotte ma 18 784 mieszkańców. Język angielski jest językiem ojczystym dla 88,0%, wietnamski dla 1,8%, pendżabski dla 1,3%, francuski dla 1,1% mieszkańców (2011).